# 名古屋市立大森小学校
名古屋市立大森小学校（なごやしりつ おおもりしょうがっこう）は愛知県名古屋市守山区大森にある市立小学校。

## 沿革
- 1874年（明治7年） - 法輪寺の「衆寮堂」を校舎として開校。
- 1887年（明治20年） - 大森村、森孝村、小幡村で、名鉄瀬戸線 小幡駅の東北に小原小学校を開校。
- 1890年（明治23年） - 法輪寺に復帰、大森小学校として開校。
- 1893年（明治26年） - 現在の場所に校舎設置、大森尋常小学校として開校。
- 1925年（大正14年） - 高等科設置、大森尋常高等小学校に改称。
- 1941年（昭和16年） - 守山町大森国民学校に改称。
- 1947年（昭和22年） - 守山町立大森小学校に改称。
- 1954年（昭和29年） - 守山市立大森小学校に改称。
- 1963年（昭和38年） - 名古屋市立大森小学校に改称。
- 1972年（昭和47年） - 開校100周年記念式典開催。
- 1974年（昭和49年） - 本校から名古屋市立本地丘小学校が分離。
- 1975年（昭和50年） - 本校から名古屋市立天子田小学校が分離。
- 1985年（昭和60年） - 本校から名古屋市立大森北小学校が分離。
- 1992年（平成4年） - 開校120周年記念式典開催、開校120周年記念誌「おおもり」発行。
- 2002年（平成14年） - 開校130周年記念式典開催。
- 2012年（平成24年） - 開校140周年記念運動会実施。

## 歴代校長
- 初代 - 髙松信彦

## 憩いの場
- 流水池 - 自然に触れ、楽しく学習できるようにと造られた池。
- エノキ - 体育館横にあり、幹が2m80cmあるほどの大木。

## 教育目標
自分の力で、たくましく豊かな未来をきりひらく子
- 自ら学び、行動できる子
- 思いやり深く、協力し合える子
- 健康で、安全な生活ができる子

## 通学区域
- 大森1丁目〜4丁目
- 元郷1丁目〜2丁目
- 薮田町
- 脇田町
- 今尻町[2]

## 進学先
- 名古屋市立大森中学校

## 交通

### 鉄道
名古屋鉄道（名鉄）
■ 瀬戸線 大森・金城学院前駅下車、徒歩で約6分。

### 道路
- 千代田街道
- 愛知県道61号名古屋瀬戸線（瀬戸街道）

## 近隣施設
- 金城学院大学
- 八剣神社
- 愛知県守山警察署
- 大森中央公園
- 五反田公園